# Kungliga regementet i Gibraltar

Mössmärke.

Kungliga regementet i Gibraltar (engelska: Royal Gibraltar Regiment) utgör territorialförsvar i den brittiska kolonin Gibraltar. Regementet bildades som infanterienhet inklusive en artilleritropp i reserven 1958 från Gibraltar Defence Force.
När brittiska armén drogs tillbaka från Gibraltar 1991 inkorporerades Gibraltarregementet i arméns ordinarie rullor. Det består för närvarande av två infanterikompanier och ett batteri artilleri. Epitetet "kunglig" lades till regementsnamnet 1999. I mars 2001 tjänstgjorde man för första gången som högvakt vid Buckingham Palace.